# Karlovický mír

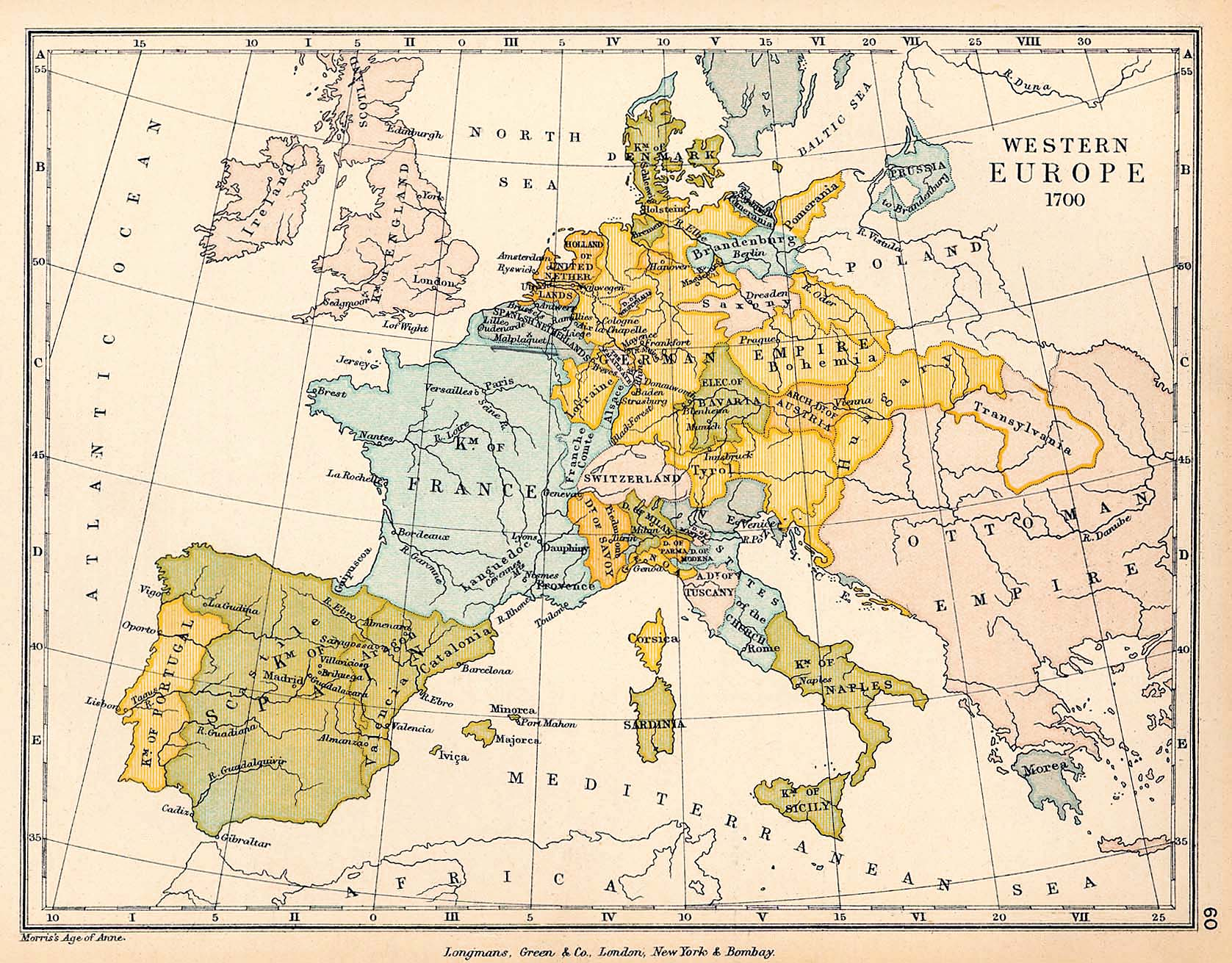
Evropa v roce 1700

Karlovický mír byla mírová smlouva uzavřená mezi Osmanskou říší a Svatou ligou dne 26. ledna 1699 ve Sremských Karlovicích. Tento mír uzavíral dlouhodobý konflikt, který trval mezi lety 1683–1699. Znění této smlouvy vycházelo z výsledku bitvy u Zenty z roku 1697, která dopadla pro Turky katastrofálně. Smlouvě předcházela dva měsíce trvající jednání, kterých se zúčastnily následující státy: poražená Osmanská říše na jedné straně a většina evropských mocností spolčených ve Svaté lize z roku 1684.

## Předcházející události
Rozhovory o míru začaly již 24. října 1698. Poprvé v dějinách diplomacie se odehrávaly za kulatým stolem, aby nikdo neseděl v čele a nepůsobil tak dominantně. Každá ze čtyř delegací přišla vlastními dveřmi, aby se zdůraznila rovnost mezi všemi zúčastněnými stranami. Mírových jednání od 24. října, respektive 16. listopadu 1698 do 29. ledna 1699, která se konala jak v Karlovci, tak i v petrovaradínské pevnosti, se účastnilo přes 150 lidí.

## Průběh jednání a uzavření míru
Mír prosazovalo hlavně oslabené a poražené Turecko, které po několika významných územních ztrátách ve válce s Rakouskem, počínaje bitvou u Vídně v roce 1683 a pokračuje bitvou u Zenty roku 1697, bylo definitivně vytlačeno ze Střední Evropy.
Osmanskou říši zastupoval reisefendi Rami a jako dragoman A. Mavrokordatos, Rakousko hrabata Kinský, Oettingen a Šlik, Ruské carství Prokofij Bogdanovič Voznicyn, Polsko-litevskou unii Stanisław Małachowski, Benátskou republiku Karlo Racini, Spojené nizozemské provincie Jakob Kolier a Anglii William Patchet. Strany se sešly celkem 36krát, jednání trvala celkem 72 dní. Definitivně se rozhodli pro podepsání míru, který měl trvat dvacet let, patnáct minut před půlnocí, když „mají hvězdy nejlepší rozmístění“.
Byly stanoveny nové hranice mezi Rakouskem a Osmanskou říší. Sedmihradsko zůstalo pod vládou císaře Leopolda, Banát, ohraničený řekami Mureș a Tisou, zůstal Osmanské říši, od ústí Tisy pak pokračovala hranice po pravé linii k Sremské Mitrovici, takže ani dolní Srem Turci neztratili. Dále byla za hraniční čáru určena řeka Sáva, a až k ústí řeky Bosuty do Uny. Chorvatsko, Slavonie, Lika a Banija připadly Rakousku. Většina Dalmácie s Moreou připadla Benátkám. Dalšími benátskými územními zisky pak byla města Knin, Sinj, Vrgorac a Gabela a také pobřežní pásmo od Herceg Nového až do Risna. Polsku bylo přiděleno Podolí na území dnešní Ukrajiny. S Ruskem se Turci v Karlovicích dohodli pouze na dvouletém příměří.

## Následky
Karlovický mír potvrdil úpadek Osmanské říše a vytvoření dominantního postavení Habsburské říše ve střední Evropě. Vlastní mírové výsledky se setkaly s vlnou odporu na tureckých územích. V první polovině 18. století následně proběhlo několik válek, jichž snahou bylo zvrátit některé výsledky karlovického míru. Jeden z mála úspěchů byl opětovný zisk Morey v roce 1718 požarevackým mírem po šesté válce s Rakouskem a Benátkami.
K důležitým změnám ve vztahu Ruska a Turků došlo konstantinopolským mírem v roce 1700, kdy Osmanská říše postoupila Rusku ještě Azov. Rusko též vytvořilo stálou diplomatickou misi v Istanbulu.
Na místě, kde byl podepsán ve Sremských Karlovcích mír, zřídili petrovaradinští františkáni v tehdejší knihovně kapli; později zde byl místními katolíky v roce 1817 vybudován chrám s názvem Kapela mira.